# کوه داف
کوه داف (به انگلیسی: Mount Duff) که در زبان محلی آئوروتینی (زبان مانگاروایی: Auorotini) نیز نامیده می‌شود، بلندترین قله جزیره مانگاروا در جزایر گامبیر، واقع در پلی‌نزی فرانسه است. ارتفاع این کوه ۴۴۱ متر است و نام آن توسط جیمز ویلسون ناخدای کشتی داف نامگذاری شد، کشتی داف تعدادی از مبلغان مذهبی انجمن مبلغان لندن را از انگلستان به تاهیتی و سایر جزایر اقیانوس آرام جابه‌جا نمود.

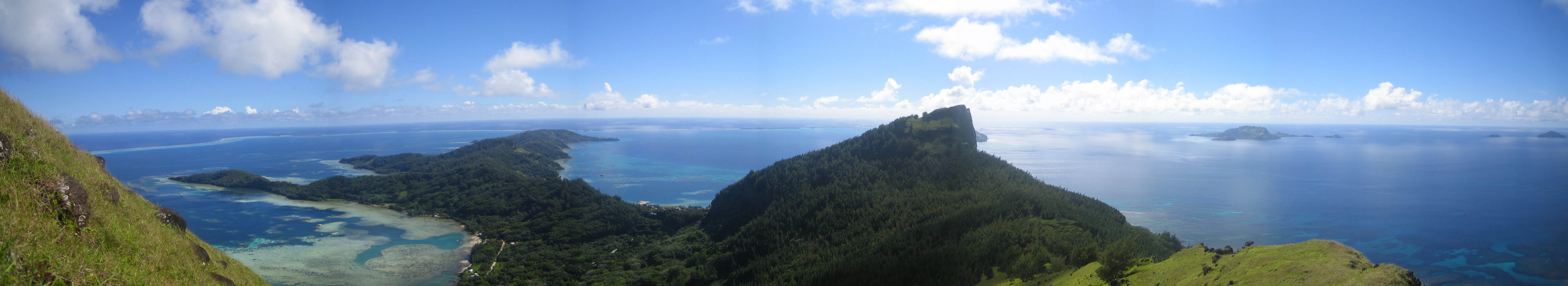
نمای کوه داف از کوه موکوتو.